# Małe Jaszcze
Małe Jaszcze – potok będący lewym dopływem potoku Jaszcze w Gorcach. Cała jego zlewnia znajduje się w obrębie wsi Ochotnica Górna w województwie małopolskim, w powiecie nowotarskim, w gminie Ochotnica Dolna.
Małe Jaszcze wypływa kilkoma ciekami na południowych stokach szczytu Przysłop. Najdalej z nich położony wypływa na wysokości około 1120 m pod wschodnim wierzchołkiem Przysłopu i spływa w kierunku południowo-zachodnim, potem kolejno południowo-wschodnim, południowym i znów południowo-zachodnim, po drodze przyjmując kilka dopływów. Na wysokości około 770 m, na osiedlu Jaszcze Małe, uchodzi do potoku Jaszcze jako jego lewy dopływ. Zbocza doliny potoku Jaszcze Małe tworzą krótkie, południowe grzbiety dwóch wierzchołków szczytu Przysłop, w orograficznie prawym jest kulminacja Borysówka.
Potok ma długość niemal 2 km. Płynie przez porośnięte lasem obszary Gorców, ale na zboczach jego doliny (zwłaszcza prawych) są duże polany. Górna część jego zlewni znajduje się na obszarze Gorczańskiego Parku Narodowego, dolna poza granicami tego parku.
W dolinie potoku Jaszcze stwierdzono występowanie rzadkiego w Polsce ostrożnia dwubarwnego oraz rzadkiej w Karpatach turzycy dwupiennej.

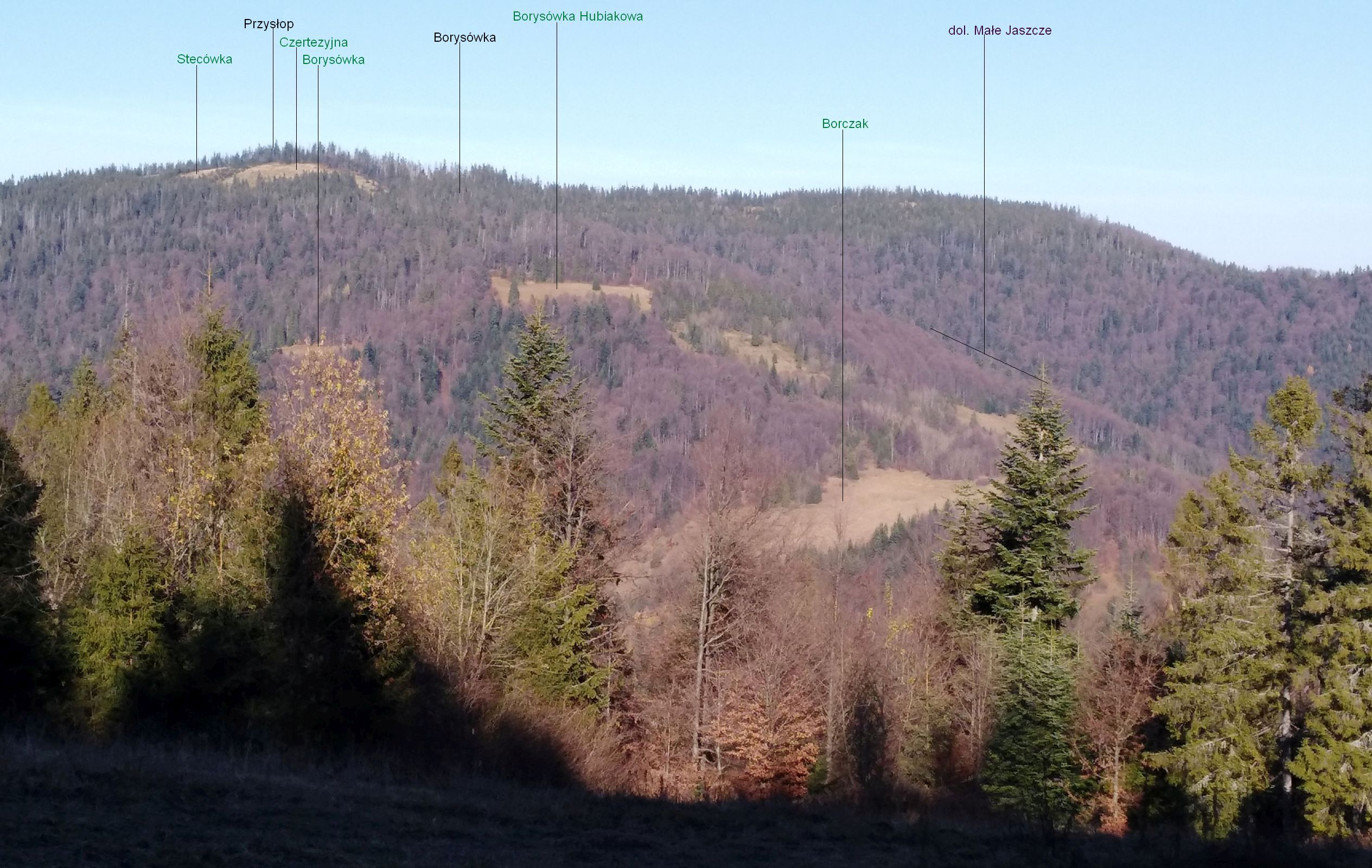
Dolina potoku Małe Jaszcze
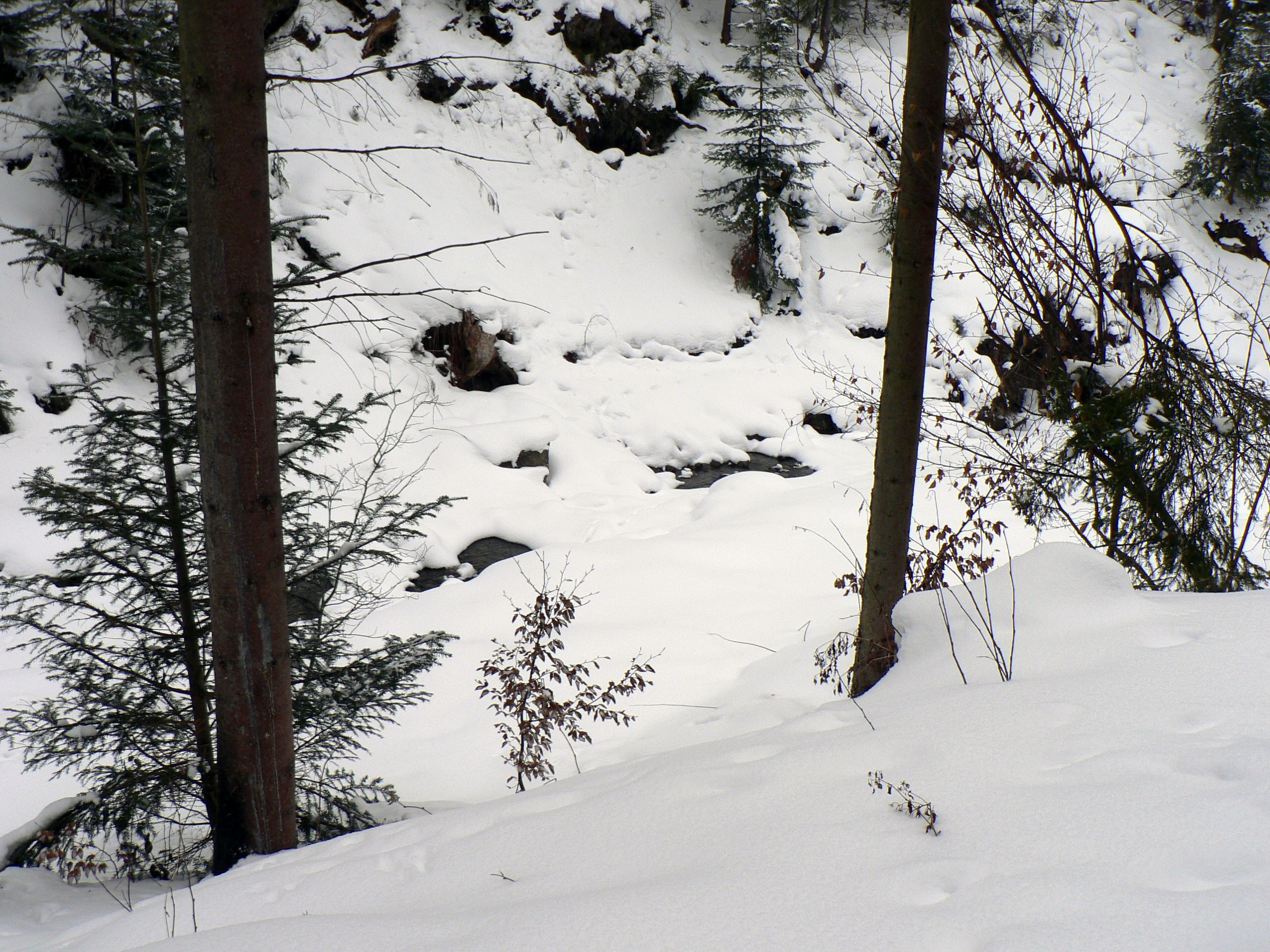
Małe Jaszcze zimą